# De Goussencourt
De Goussencourt is een Belgische adelllijke familie.

## Geschiedenis
In 1701 bevestigde de Raad van de koning in Amiens de adellijke status van Charles de Goussencourt, voorvader van de Hervey de Goussencourt hierna.

## Levensloop
- Hervey de Goussencourt (1833-1908), zoon van Louis Théodore Thimoléon de Goussencourt en Aline Le Maire, opteerde in 1855 voor de Belgische nationaliteit en werd in 1896 aanvaard in de Belgische erfelijke adel met de titel graaf, overdraagbaar bij eerstgeboorte. Hij trouwde in 1862 imet Gabrielle de Potter (1840-1877), dochter van Joseph de Potter, provincieraadslid van Oost-Vlaanderen, burgemeester van Kluizen en volksvertegenwoordiger
  - Louis de Goussencourt (1864-1943)
    - Marie-Louise de Goussencourt (1893-1940), trouwde in 1919 met baron Etienne Verhaegen (1890-1990), advocaat, oud-strijder Eerste Wereldoorlog, zoon van baron Paul Verhaegen, magistraat, historicus en heraldicus

  - Hervey de Goussencourt (1868-1940) trouwde in 1901 met Marie-Antonine du Bois de Nevele (1879-1956), dochter van Ferdinand du Bois de Nevele, burgemeester van Brasschaat
    - Fernande de Goussencourt (1902-1980), trouwde in 1927 met graaf Léon le Grelle (1904-1974), zoon van graaf Oscar le Grelle, gemeenteraadslid van Antwerpen, medeoprichter en bestuurder van De Vlijt, uitgever van de Gazet van Antwerpen en bestuurder van Créit anversois

  - Christian de Goussencourt (1874-1972), trouwde in 1908 met gravin Anna Cornet d'Elzius de Peissant (1879-1943), dochter van graaf Raymond Cornet d'Elzius de Peissant, burgemeester van Grimbergen